# دتلف انیه
دتلف انیه (انگلیسی: Detlef Enge؛ زادهٔ ۱۲ آوریل ۱۹۵۲) بازیکن فوتبال اهل آلمان است.
از باشگاه‌هایی که در آن بازی کرده‌است می‌توان به باشگاه فوتبال ماگدبورگ ۱ اشاره کرد.